# Liste des monuments historiques de Beaune
Cet article recense les monuments historiques de Beaune, en France.

## Statistiques
Beaune compte 34 édifices comportant au moins une protection au titre des monuments historiques, soit 4 % des monuments historiques du département de la Côte-d'Or. 14 édifices comportent au moins une partie classée ; les 20 autres sont inscrits.
Le graphique suivant résume le nombre d'actes de protection par décennies depuis 1880 (ou par année, avant cette date) :

## Liste
| Monument                                  | Adresse                                                                                                | Coordonnées                      | Notice         | Protection     | Date      | Illustration                             |
| ----------------------------------------- | --- | -------------------------------- | -------------- | -------------- | --------- | ---------------------------------------- |
| Ancienne Chambre de Commerce de Beaune    | | 47° 01′ 23″ nord, 4° 50′ 21″ est | « PA21000094 » | Classé         | 2023      | Ancienne Chambre de Commerce de Beaune   |
| Bastion Saint-Martin                      | Square des Lions                                                                                       | 47° 01′ 33″ nord, 4° 50′ 06″ est | « PA00112099 » | Inscrit        | 1928      | Bastion Saint-Martin                     |
| Cave du Chapitre                          | 2 rue Paradis                                                                                          | 47° 01′ 28″ nord, 4° 50′ 14″ est | « PA00112100 » | Inscrit        | 1971      | Cave du Chapitre                         |
| Chapelle du domaine de Baptault           | Chemin de Baptault                                                                                     | 47° 02′ 08″ nord, 4° 47′ 36″ est | « PA21000012 » | Classé         | 2000      | Image manquante Téléverser               |
| Chapelle des Jacobins                     | Rue Eugène-Spuller Place de Morimont                                                                   | 47° 01′ 31″ nord, 4° 50′ 28″ est | « PA00112103 » | Inscrit        | 2007      | Chapelle des Jacobins                    |
| Chapelle de l'Oratoire                    | Rue de Lorraine                                                                                        | 47° 01′ 37″ nord, 4° 50′ 21″ est | « PA00112129 » | Classé         | 1921      | Chapelle de l'Oratoire                   |
| Chapitre                                  | Impasse Notre-Dame                                                                                     | 47° 01′ 26″ nord, 4° 50′ 13″ est | « PA00112104 » | Classé         | 1948      | Chapitre                                 |
| Collège Jules Ferry                       | Boulevard Jules-Ferry                                                                                  | 47° 01′ 24″ nord, 4° 50′ 35″ est | « PA21000025 » | Inscrit        | 2002      | Collège Jules Ferry                      |
| Collégiale Notre-Dame et presbytère       | Impasse Notre-Dame                                                                                     | 47° 01′ 27″ nord, 4° 50′ 11″ est | « PA00112108 » | Classé Inscrit | 1840 1926 | Collégiale Notre-Dame et presbytère      |
| Couvent des Carmélites                    | Place Félix-Ziem                                                                                       | 47° 01′ 23″ nord, 4° 50′ 21″ est | « PA00112105 » | Inscrit        | 1950      | Couvent des Carmélites                   |
| Couvent des Ursulines                     | Rue de l'Hôtel-de-Ville                                                                                | 47° 01′ 34″ nord, 4° 50′ 23″ est | « PA00112106 » | Inscrit        | 1946      | Couvent des Ursulines                    |
| Cuverie du Chapitre                       | Impasse Notre-Dame                                                                                     | 47° 01′ 27″ nord, 4° 50′ 13″ est | « PA00112101 » | Inscrit        | 1926      | Cuverie du Chapitre                      |
| École libre de garçons                    | Impasse Notre-Dame                                                                                     | 47° 01′ 27″ nord, 4° 50′ 14″ est | « PA00112107 » | Inscrit        | 1926      | Image manquante Téléverser               |
| Église Saint-Nicolas                      | Rue du Faubourg-Saint-Nicolas                                                                          | 47° 01′ 51″ nord, 4° 50′ 34″ est | « PA00112109 » | Classé         | 1921      | Église Saint-Nicolas                     |
| Fortifications                            | Boulevard Perpreuil Boulevard Saint-Martin Boulevard Saint-Nicolas Rue Maufoux Avenue de la République | à géolocaliser                   | « PA00112110 » | Inscrit        | 1929 1937 | Fortifications                           |
| Hospice de la Charité                     | 3 rue Rousseau-Deslandes                                                                               | 47° 01′ 30″ nord, 4° 50′ 21″ est | « PA00112111 » | Classé         | 1975      | Hospice de la Charité                    |
| Hospices                                  | Rue de l'Hôtel-Dieu                                                                                    | 47° 01′ 19″ nord, 4° 50′ 12″ est | « PA00112112 » | Classé         | 1862      | Hospices                                 |
| Hôtel des Ducs de Bourgogne               | Rue Paradis                                                                                            | 47° 01′ 24″ nord, 4° 50′ 12″ est | « PA00112113 » | Classé         | 1924      | Hôtel des Ducs de Bourgogne              |
| Hôtel Meursault (ou Hôtel de la Rochepot) | 9 place Monge 15 rue de l'Enfant                                                                       | 47° 01′ 27″ nord, 4° 50′ 18″ est | « PA00112114 » | Classé         | 1889      | Hôtel Meursault(ou Hôtel de la Rochepot) |
| Hôtel Moyne-Blandin                       | 40 rue Maufoux                                                                                         | 47° 01′ 20″ nord, 4° 50′ 02″ est | « PA00112115 » | Inscrit        | 1988      | Image manquante Téléverser               |
| Hôtel de Saulx                            | 13 place Fleury                                                                                        | 47° 01′ 22″ nord, 4° 50′ 09″ est | « PA00112116 » | Classé         | 1921      | Hôtel de Saulx                           |
| Immeuble                                  | Cour des Chartreux                                                                                     | 47° 01′ 31″ nord, 4° 50′ 17″ est | « PA00112117 » | Inscrit        | 1946      | Immeuble                                 |
| Maison                                    | 18 rue de Lorraine                                                                                     | 47° 01′ 31″ nord, 4° 50′ 20″ est | « PA00112121 » | Inscrit        | 1927      | Maison                                   |
| Maison                                    | 22 rue de Lorraine                                                                                     | 47° 01′ 32″ nord, 4° 50′ 20″ est | « PA00112122 » | Inscrit        | 1927      | Maison                                   |
| Maison                                    | 24 rue de Lorraine                                                                                     | 47° 01′ 32″ nord, 4° 50′ 20″ est | « PA00112123 » | Inscrit        | 1927      | Maison                                   |
| Maison                                    | 29 rue Maufoux                                                                                         | 47° 01′ 22″ nord, 4° 50′ 05″ est | « PA00112124 » | Inscrit        | 1972      | Maison                                   |
| Maison                                    | 9 rue Monge                                                                                            | 47° 01′ 23″ nord, 4° 50′ 16″ est | « PA00112125 » | Classé         | 1949      | Image manquante Téléverser               |
| Maison                                    | 1 rue Rousseau-Deslandes Rue de Lorraine                                                               | 47° 01′ 30″ nord, 4° 50′ 19″ est | « PA00112126 » | Classé         | 1927      | Maison                                   |
| Maison                                    | 10 rue Rousseau-Deslandes                                                                              | 47° 01′ 29″ nord, 4° 50′ 22″ est | « PA00112127 » | Inscrit        | 1925      | Maison                                   |
| Maison Champy                             | 3 rue du Grenier-à-Sel                                                                                 | 47° 01′ 29″ nord, 4° 50′ 27″ est | « PA21000054 » | Inscrit        | 2010      | Maison Champy                            |
| Maison du Colombier                       | 1 rue Maufoux 2 rue Charles-Cloutier                                                                   | 47° 01′ 25″ nord, 4° 50′ 07″ est | « PA00112119 » | Inscrit        | 1927 1943 | Maison du Colombier                      |
| Maladrerie de Saint-Gilles de Mauves      | Rue de l'Hôtel-Dieu Rue Nicolas-Rollin                                                                 | 47° 01′ 20″ nord, 4° 50′ 14″ est | « PA00112128 » | Inscrit        | 1929      | Maladrerie de Saint-Gilles de Mauves     |
| Monument à Marey                          | | 47° 01′ 17″ nord, 4° 50′ 09″ est | « PA21000095 » | Classé         | 2022      | Monument à Marey                         |
| Porte Saint-Nicolas                       | Rue de Lorraine                                                                                        | 47° 01′ 37″ nord, 4° 50′ 22″ est | « PA00112130 » | Classé         | 1908      | Porte Saint-Nicolas                      |
| Tour de l'horloge                         | Place Monge                                                                                            | 47° 01′ 28″ nord, 4° 50′ 16″ est | « PA00112102 » | Classé         | 1885      | Tour de l'horloge                        |

## Monuments radiés
| Monument | Adresse                  | Coordonnées                      | Notice         | Protection                                     | Date | Illustration |
| -------- | ------------------------ | -------------------------------- | -------------- | ---------------------------------------------- | ---- | ------------ |
| Immeuble | 18 rue Sainte-Marguerite | 47° 01′ 32″ nord, 4° 50′ 15″ est | « PA00112118 » | Inscription abrogée par arrêté du 15 mars 2012 | 1947 | Immeuble     |
| Maison   | 16 place Carnot          | 47° 01′ 20″ nord, 4° 50′ 16″ est | « PA00112120 » | Inscription abrogée par arrêté du 11 mars 2013 | 1929 | Maison       |